# My Lady Incog
My Lady Incog er en amerikansk stumfilm fra 1916 af Sidney Olcott.

## Medvirkende
- Hazel Dawn som Nell Carroll.
- George Majeroni som Rene Lidal.
- Robert Cain som Teddy De Veaux.
- Dora Mills Adams som Mrs. De Veaux.
- Franklyn Hanna.